# 杨明 (1919年12月24日)
杨明（1919年12月24日—2003年8月26日），曾用名杨求志、杨学明、张开南、徐向南，男，广东大埔人，中华人民共和国政治人物，曾任池州军分区总司令，中共安徽省委党校校长、党委书记，安徽省人大常委会副主任。